# Kosowo (obwód Szumen)
Kosowo (bułg. Косово) – wieś w Bułgarii, w obwodzie Szumen, w gminie Kaspiczan. W 2024 roku liczyła 394 mieszkańców.